# Call Me (musikalbum)
Call Me är ett musikalbum av Al Green som utgavs 1973 av skivbolaget Hi Records. Albumet som var Greens sjätte studioalbum nådde tiondeplatsen på Billboard 200-listan och innehöll tre stora hitsinglar, titelspåret "Call Me", "You Ought to Be with Me" och "Here I Am (Come and Take Me)". Albumet har ofta framhållits som Greens mästerverk, det finns med i Rolling Stones lista The 500 Greatest Albums of All Time. Musikkritikern Robert Christgau delade ut sitt högsta betyg, A+ till skivan.

## Låtlista
(upphovsman inom parentes)
1. "Call Me (Come Back Home)" (Al Green, Al Jackson Jr., Willie Mitchell) - 3:03
2. "Have You Been Making Out O.K." (Green) - 3:42
3. "Stand Up" (Green) - 3:25
4. "I'm So Lonesome I Could Cry" (Hank Williams) - 3:10
5. "Your Love Is Like the Morning Sun" (Green) - 3:09
6. "Here I Am (Come and Take Me)"	(Green, Teenie Hodges) - 4:14
7. "Funny How Time Slips Away" (Willie Nelson) - 5:33
8. "You Ought to Be with Me" (Green, Jackson Jr., Mitchell) - 3:15
9. "Jesus Is Waiting" (Green) - 5:36